# Saint-Éliph
Saint-Éliph és un municipi francès, situat al departament de l'Eure i Loir i a la regió de Centre – Vall del Loira. L'any 2007 tenia 806 habitants.

## Demografia

### Població
El 2007 la població de fet de Saint-Éliph era de 806 persones. Hi havia 316 famílies, de les quals 76 eren unipersonals (40 homes vivint sols i 36 dones vivint soles), 104 parelles sense fills, 116 parelles amb fills i 20 famílies monoparentals amb fills.
La població ha evolucionat segons el següent gràfic:
Habitants censats

### Habitatges
El 2007 hi havia 420 habitatges, 328 eren l'habitatge principal de la família, 67 eren segones residències i 25 estaven desocupats. Tots els 418 habitatges eren cases. Dels 328 habitatges principals, 283 estaven ocupats pels seus propietaris, 35 estaven llogats i ocupats pels llogaters i 10 estaven cedits a títol gratuït; 1 tenia una cambra, 8 en tenien dues, 48 en tenien tres, 105 en tenien quatre i 166 en tenien cinc o més. 259 habitatges disposaven pel capbaix d'una plaça de pàrquing. A 138 habitatges hi havia un automòbil i a 171 n'hi havia dos o més.

### Piràmide de població
La piràmide de població per edats i sexe el 2009 era:
| Homes | Edats   | Dones |
| ----- | ------- | ----- |
| 0     | 95 o +  | 0     |
| 4     | 90 a 94 | 8     |
| 4     | 85 a 89 | 0     |
| 4     | 80 a 84 | 0     |
| 4     | 75 a 79 | 8     |
| 12    | 70 a 74 | 20    |
| 40    | 65 a 69 | 12    |
| 28    | 60 a 64 | 24    |
| 16    | 55 a 59 | 12    |
| 44    | 50 a 54 | 36    |
| 32    | 45 a 49 | 24    |
| 16    | 40 a 44 | 28    |
| 12    | 35 a 39 | 28    |
| 48    | 30 a 34 | 24    |
| 32    | 25 a 29 | 32    |
| 16    | 20 a 24 | 4     |
| 20    | 15 a 19 | 16    |
| 32    | 10 a 14 | 28    |
| 32    | 5 a 9   | 20    |
| 20    | 0 a 4   | 28    |

## Economia
El 2007 la població en edat de treballar era de 527 persones, 393 eren actives i 134 eren inactives. De les 393 persones actives 365 estaven ocupades (193 homes i 172 dones) i 28 estaven aturades (17 homes i 11 dones). De les 134 persones inactives 60 estaven jubilades, 45 estaven estudiant i 29 estaven classificades com a «altres inactius».

### Ingressos
El 2009 a Saint-Éliph hi havia 351 unitats fiscals que integraven 881 persones, la mediana anual d'ingressos fiscals per persona era de 17.661 €.

### Activitats econòmiques
Dels 21 establiments que hi havia el 2007, 1 era d'una empresa alimentària, 3 d'empreses de fabricació d'altres productes industrials, 7 d'empreses de construcció, 1 d'una empresa de comerç i reparació d'automòbils, 1 d'una empresa de transport, 1 d'una empresa d'hostatgeria i restauració, 1 d'una empresa d'informació i comunicació, 2 d'empreses immobiliàries, 3 d'empreses de serveis i 1 d'una empresa classificada com a «altres activitats de serveis».
Dels 8 establiments de servei als particulars que hi havia el 2009, 2 eren paletes, 1 fusteria, 2 lampisteries, 1 electricista, 1 empresa de construcció i 1 restaurant.
L'únic establiment comercial que hi havia el 2009 era una fleca.
L'any 2000 a Saint-Éliph hi havia 27 explotacions agrícoles que ocupaven un total de 1.984 hectàrees.

## Poblacions properes
El següent diagrama mostra les poblacions més properes.